# Brigitte Bastgen
Brigitte Bastgen (* 14. März 1955 in Trier) ist eine deutsche Journalistin und Nachrichtensprecherin.

## Leben
Brigitte Bastgen wuchs in Wittlich auf und studierte Pädagogik, Philologie, Romanistik und Anglistik.
Sie arbeitete zehn Jahre als Deutsch- und Französischlehrerin, bevor sie sich im Sommer 1987 für eine Hospitanz beim ZDF bewarb. Der Sportchef Dieter Kürten erkannte ihr Talent und holte sie vor die Kamera.
Brigitte Bastgen sprach in der Sendung sport am sonntag, die Sportmeldungen in der Sonntagsausgabe der heute-Sendung (1988–1989) und moderierte die tele-illustrierte (1989–1990).
Am 30. August 1990 sprach Brigitte Bastgen zum ersten Mal als Studioredakteurin die Meldungen in der Hauptausgabe der heute-Nachrichten um 19:00 Uhr. 1998 wurde sie durch die neun Jahre jüngere Katrin Müller ersetzt und präsentierte seitdem die Nachmittagsausgaben der heute-Sendung. Gegen diese Versetzung klagte Bastgen vor dem Arbeitsgericht Mainz; der Rechtsstreit wurde schließlich außergerichtlich beigelegt.
Zuletzt moderierte Bastgen die 17:00-Uhr-Ausgabe der heute-Sendung am 21. Dezember 2020. Seitdem ist sie nicht mehr als Nachrichtenmoderatorin im ZDF in Erscheinung getreten.
Bastgen ist auch als freie Wirtschaftsjournalistin sowie als Trainerin für Kommunikationsstrategien und Coach für Führungsverantwortung in der europäischen Wirtschaft tätig.